# 유아사역
유아사역(일본어: 湯浅駅, ゆあさえき)은 일본 와카야마현 아리다군 유아사정에 있는, 서일본 여객철도의 철도역이다. 기세이 본선이 지나가며, 기노쿠니 선 소속 열차들을 이용할 수 있다.
유아사 정 뿐만 아니라 근처의 히로가와정의 중심지와도 가깝다. 특급 《구로시오》 호의 일부가 정차하며, 유아사 역에서 시종착하여 와카야마 역까지 운행하는 열차도 있다.

## 역 구조
지상역으로, 승강장은 단식 1면 1선과 섬식 1면 2선이 있다. 역사는 단식 승강장 쪽에 있으며, 반대쪽 승강장과는 과선교로 이어져 있다. 고보역이 관리하는 서일본 여객철도 직영역이다.

### 승강장
| 1 | ■ 기노쿠니 선 | 와카야마 · 덴노지 · 신오사카 방면                |                 |
| 2 | ■ 기노쿠니 선 | 와카야마 · 덴노지 · 신오사카 (오사카 순환선)방면 | 대피 · 시종착용 |
| 2 | ■ 기노쿠니 선 | 고보 · 신구 방면                                 | 대피 · 시종착용 |
| 3 | ■ 기노쿠니 선 | 고보 · 신구 방면                                 |                 |

## 역세권 정보
- 유아사 전통거리 - 일본 정부가 선정한 전통건축물군 보존지구이다.
- 유아사 성터
- 유아사 온천
- 구마노 옛길
- 유아사 정사무소
- 유아사·유아사나카마치 우체국
- 유아사 경찰서
- 유아사히로가와 소방조합
- 유아사 보건소
- 와카야마 지방법무국 유아사 출장소
- 와카야마 지방검찰청 유아사 지검
- 오사카 국세국 유아사 세무서
- 유아사 공공직업안정소
- 히로가와 정사무소
- 히로가와히로 간이우체국

## 역사
예전에 아리다 철도가 같은 이름의 "유아사 역"을 근처에 세워 운영하고 있었으나, 1959년 문을 닫았다.
- 1927년 8월 14일 - 일본국유철도의 역으로 개업하였다. 당시 역명은 기이유아사(紀伊湯浅)였다.
- 1965년 3월 1일 - 지금의 유아사로 이름을 바꾸었다.
- 1987년 4월 1일 - 민영화에 따라 서일본 여객철도의 소속이 되었다.

## 인접역
| 서일본 여객철도 기세이 본선   | 서일본 여객철도 기세이 본선 | 서일본 여객철도 기세이 본선   |
| ----------------------------- | --------------------------- | ----------------------------- |
| 기이유라 고보·기이타나베 방면 | ■ 기노쿠니 선·한와 선 쾌속  | 후지나미 와카야마·덴노지 방면 |
| 히로카와비치 신구 방면        | ■ 기노쿠니 선 보통          | 후지나미 와카야마 방면        |